# Chuyo (schip, 1940)

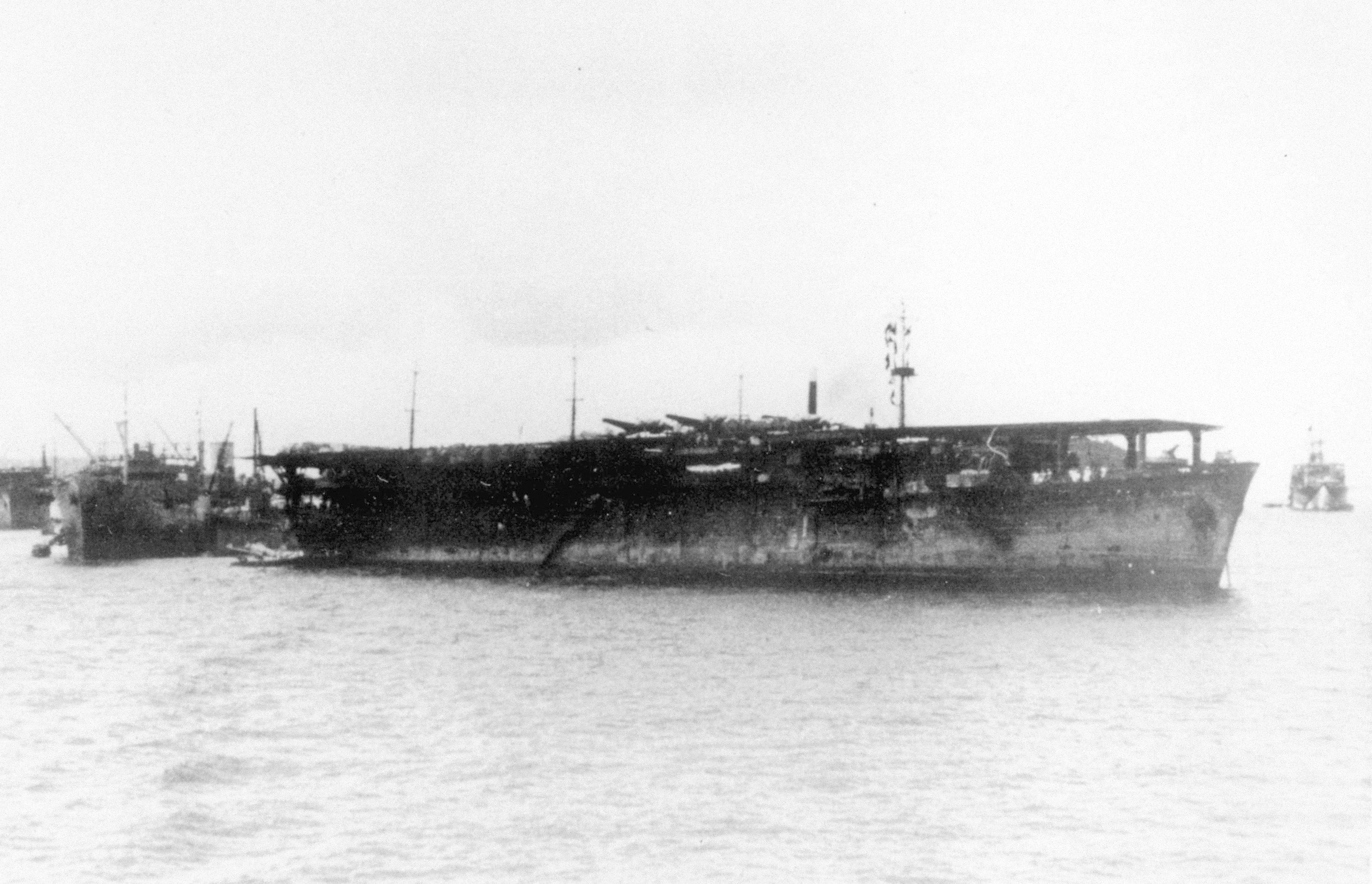
Chuyo

De Chuyo (Japans: 冲鷹, Chūyō, Zeehavik) was een Taiyo-klasse escorte vliegdekschip, dat actieve dienst deed in de Keizerlijke Japanse Marine tijdens de Pacifische Oorlog. Oorspronkelijk was dit een Japans passagiersschip, maar in de loop van de Tweede Wereldoorlog werd ze eerst omgebouwd tot troepentransportschip en later tot licht vliegdekschip.

## Passagiersschip
De "Nitta Maru" (Japans: 新田丸) was een passagiersschip van de Scheepslijn Nippon Yusen, in mei 1938 gebouwd op de scheepswerf van Mitsubishi in Nagasaki, te water gelaten in mei 1939 en in dienst gesteld op 23 maart 1940.

## Troepentransportschip
In februari 1941 na het begin van de Tweede Wereldoorlog werd het schip omgebouwd om militairen en materialen te vervoeren. Het schip vervoerde Amerikaanse krijgsgevangenen van Wake eiland naar Japan. Het eerste transport van krijgsgevangenen vertrok vanuit Wake eiland op 12 januari 1942 en kwam aan in Yokohama rond 20 januari. Na de afvaart hingen de Japanners vijf gevangenen aan de scheepszijde boven de waterlijn om ze daarna "om hun moed te eren" te folteren en onthoofden. De lichamen werden verminkt met bajonetten en daarna overboord gegooid.

## Vliegdekschip
Na de Slag bij Midway beschikte de Keizerlijke Japanse Marine over te weinig vliegdekschepen en werd het schip omgebouwd tot escortevliegdekschip. De ombouw vond plaats in Kure tussen 1 juli en 25 september 1942. Ze werd hernoemd tot Chuyo. Haar vliegdek mat 150 m x 23 m en was uitgerust met twee dekliften. Ze had geen eigen katapulten of opvallende tuigage en uitrustingen.
De Chuyo diende voor vervoer van vliegtuigen en vliegoefeningen. Ze voer gedurig samen met haar zusterschepen Taiyo en het eveneens van passagiersschip tot escorte vliegdekschip omgebouwde Unyo.

## Getorpedeerd

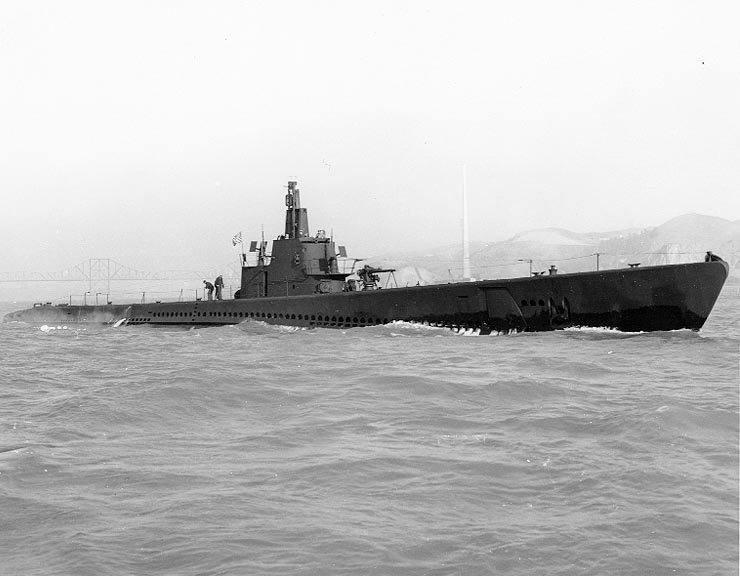
USS Sailfish torpedeerde Chuyo

Op 1 december 1943 stoomde de Chuyo van Truk naar Yokosuka, met aan boord de krijgsgevangen Amerikaanse matrozen en officieren van de duikboot USS Sculpin (SS-191).
Onderweg op 4 december 1943, werd ze getorpedeerd door de Amerikaanse onderzeeër USS Sailfish (SS-192) om 0.10 u. Tijdens de volgende uren viel de onderzeeër het al beschadigde vliegdekschip om 5h55 voor de tweede keer aan. Na haar derde aanval en door torpedo-inslagen van vier van de vijf torpedo's, aan haar stuurboordzijde omstreeks 9h42, zonk de "Chuyo" snel met ongeveer 1.250 personen, onder wie 513 officieren en manschappen en 730 passagiers, inbegrepen de 20 van de 21 Amerikaanse krijgsgevangenen. Eén Amerikaans matroos George Rocek kon zich uit de zee redden door de stuurboordladder van een voorbijvarende torpedojager te grijpen. Hij werd opgepikt door de Japanners.

## Staat van dienst
- Type en klasse: Voormalig passagiersschip, omgebouwd tot escortevliegdekschip van de "Taiyo"-klasse
- Besteld: Scheepslijn Nippon Yusen
- Gebouwd: 9 mei 1938 - Mitsubishi Shipyard, Nagasaki
- Te water gelaten: 20 mei 1939 - als passagiersschip "Nitta Maru"
- In dienst: 25 november 1942 - als escortevliegdekschip "Chuyo"
- Gezonken: Tot zinken gebracht door de onderzeeër USS Sailfish (SS-192) op 4 december 1943

### Technische gegevens
- Waterverplaatsing: 17.830 ton (standaard) - 19.500 ton (max.)
- Lengte: 173,70 m waterlijn - 180,40 m geheel
- Breedte 22,50 m
- Diepgang: 7,74 m
- Vermogen: 4 Kampon waterpijpketels - 2 Kampon geschakelde stoomturbines - 25.200 pk (18.522 kW) - 2 schouwen, 1 roer
- Snelheid: 21 knopen (39 km/h)
- Reikwijdte: 6.500 zeemijl (12.000 km) aan 18 knopen (andere bronnen) 8.500 zeemijlen
- Bemanning: 850 manschappen

### Bewapening
- Omgevormd tot escorte vliegdekschip
- 27 vliegtuigen
- 4 x 2 127-mm L/40 AA snelvuurkanonnen (Type 89)
- 4 x 2 25-mm L/60 AA snelvuurkanonnen (Type 96)
- Vanaf augustus 1943 bijgeplaatst
- 5 x 13,2-mm L/76 AA snelvuurkanonnen (Type 93)
- 25-mm snelvuurkanonnen overzij de machinekamer en magazijnen

## Bevelhebbers
- Chef Uitrusting Officier - Kapitein Shizue Ishii - 20 november 1942 - 25 november 1942
- Kapitein Shizue Ishii - 25 november 1942 - 1 februari 1943
- Kapitein Yoshiro Kato - 1 februari 1943 - 27 september 1943
- Kapitein / Konteradmiraal Tomesaburo Okura - 27 september 1943 - 4 december 1943 (gesneuveld)